# Uriașul belgian

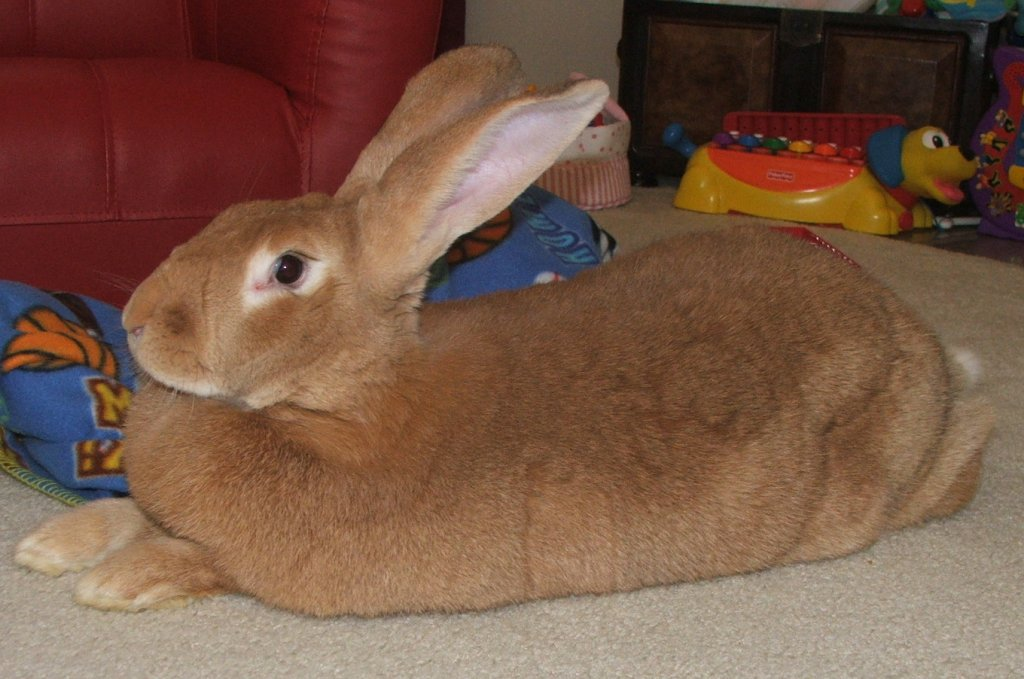

Uriașul belgian este o rasă de iepure de casă recunoscută pentru mărimea sa. 

## Istoric
Această rasă s-a format în urmă cu patru secole în împrejurimile orașului Gand din Flandra. În decursul vremii au existat mai multe păreri privind originea acestei rase. S-au vehiculat păreri că ar proveni din America, mai precis din Patagonia sau din Europa. Cert este că din scrierile lui Darwin aflăm că pe la 1555 Ulisse Aldrovandi creștea la Verona iepuri de patru ori mai mari decât cei obișnuiți. Deci cel mai sigur este o rasă europeană despre care se crede că a provenit din rase locale primitive precum Steenkonijn (iepurele de piatră - referindu-se la o veche unitate belgiană de măsură a greutății de o piatră adică de 3,76 kg) și rasa patagoniană, dispărută. Acest iepure patagonian, o rasă mare, care a fost crescută în Belgia și Franța, nu are nici o legătură cu iepurele patagonian din Argentina (Sylvilagus brasiliensis), o specie sălbatică cu o greutate de aproximativ 1 kg. Thomas Coatoam afirma că „Cea mai veche înregistrare autentică a iepurelui gigant flamand a avut loc în anul 1860”.
Primele standarde ale rasei au fost formulate la sfârșitul secolului al XIX-lea. Gigantul flamand este strămoș al multor rase de iepuri din toată lumea, dintre care unul este iepurele belgian, importat în Anglia la mijlocul secolului al XIX-lea. Gigantul flamand a fost importat din Anglia și Belgia în America la începutul anilor 1890.
Astăzi, este una dintre cele mai populare rase de iepuri, din cauza dimensiunii sale neobișnuit de mari cât și datorită varietății de  culori. Acesta este promovat de către Federația Națională a Crescătorilor de Iepure gigant flamand formată în 1915.